# 马梅荪
马梅荪（1917年4月—2003年），曾用名马宝华，男，汉族，浙江绍兴人，中国动物学家、政治人物，中国民主同盟中央委员会原常务委员、新疆维吾尔自治区委员会主任委员，第七、八届全国政协委员。